# Ferdinand Spehr
Ludwig Ferdinand Spehr (* 10. Februar 1811 in Braunschweig; † 17. März 1881 ebenda) war ein deutscher Historiker, der hauptsächlich auf dem Gebiet der Braunschweigischen Geschichte tätig war.

## Leben
Spehr war jüngster Sohn des Kaufmanns Johann Peter Spehr, Inhaber eines Musikalienverlagsgeschäfts; seine Mutter Luise, geborene Fischer, war die Tochter eines Beamten des Stiftes Gandersheim.
Er besuchte das Martineum und Obergymnasium seiner Vaterstadt und von Ostern 1829 bis 31 das Collegium Carolinum. Er begann Ostern 1831 ein Studium der Rechtswissenschaft an der Universität Göttingen, wo er bis zum 29. September 1834 verweilte. Neben seiner Fachwissenschaft beschäftigte er sich schon hier mit Geschichte, deutscher Sprache und Literatur. Er war ein Schüler Friedrich Christoph Dahlmanns und Jacob Grimms. Nachdem er in Braunschweig das erste juristische Examen bestanden hatte, trat er als Auditor zunächst beim Kreisgericht Braunschweig ein, dann beim Amt Riddagshausen und zuletzt wieder bei dem Kreisgericht Braunschweig. Die schlechten Aussichten der jungen Juristen auf Anstellung in der damaligen Zeit veranlassten ihn wohl im Sommer 1843 als Kammerassessor und Rentmeister bei dem mediatisirten Fürsten zu Salm-Horstmar in Coesfeld in Dienst zu treten.
Die Zunahme seiner literarischen Tätigkeit hielt ihn vom zweiten Examen ab. Schon nach der Vertreibung der Göttinger Sieben hatte er eine anonyme Schrift: „Die sieben Göttinger Professoren nach ihrem Leben und Wirken“ verfasst, die 1838 in zweiter Auflage erschien. Ebenfalls ohne seinen Namen erschien der „Braunschweigische Fürstensaal“ (Braunschweig 1840), eine populär gehaltene Reihe von Biographien der welfischen Fürsten, die er auf Seite 201 bis zu Magnus dem Frommen geführt hatte, als er Braunschweig verließ und die Arbeit aufgab. Der in Vermögensverfall geratene Verleger konnte einen Fortsetzer nicht gewinnen; er ließ noch eine Anzahl von Lebensläufen aus der kurz vorher erschienenen „Galerie von Portraits der berühmten Herzöge von Braunschweig-Lüneburg“ abdrucken, brach dies jedoch auf S. 312 bei Herzog Rudolf August unvollendet ab.

Vaterländische Geschichten und Denkwürdigkeiten … von 1881

Daneben nahm Spehr tätigen Anteil an den von Wilhelm Görges in drei Bänden herausgegebenen „Vaterländischen Geschichten und Denkwürdigkeiten der Vorzeit der Lande Braunschweig und Hannover“ (Braunschweig 1843–45), die man im Wesentlichen als sein Werk bezeichnen muss. Er gab dasselbe dann in erweiterter und umgearbeiteter Fassung 1881 in zweiter Auflage heraus. Bald nach seiner Übersiedlung nach Coesfeld am 21. November 1843 vermählte sich Spehr mit Sophie Käufer, einer Tochter des Riddagshäuser Justizamtmanns Heinrich Käufer, der sich ebenfalls mit Vorliebe mit vaterländischer Geschichtsforschung beschäftigte. Als diese Frau am 12. November 1851 gestorben war, verheiratete sich Spehr in zweiter Ehe am 6. Januar 1853 mit Sophie Zimmermann, Tochter des Oberfaktors Z. in Oker. Da sich die dienstlichen Verhältnisse Spehrs nach dem Tod des Fürsten Friedrich von Salm († am 27. März 1865) nicht nach Wunsch gestalteten, wurde er im Herbst 1865 mit Pension aus seiner Stellung entlassen. Er zog nun im folgenden Frühjahr erneut in seine Vaterstadt Braunschweig, um sich hier ganz schriftstellerischen Arbeiten zu widmen. Er wurde zunächst Mitarbeiter am Braunschweiger Tageblatt, seit 1. Oktober 1874 aber zweiter Redakteur der offiziellen Braunschweigischen Anzeigen. Daneben war er Schriftführer des Vereins zur Förderung und Vermehrung der Sammlungen des Städtischen Museums, in dem er nach Carl Schillers Tod im Jahr 1874 auch das Amt eines Konservators übernahm.
Er starb nach längerem Leiden am 17. März 1881 und hinterließ außer einer Witwe († 11. April 1890) fünf Töchter und einen Sohn, Friedrich Spehr, der am 9. September 1856 geboren, schon am 18. Januar 1890 als Gymnasiallehrer und Dr. phil in Braunschweig an der Influenza starb.
Geehrt wurde Spehr durch die Widmung der Ferdinand-Spehr-Straße im Braunschweiger Stadtteil Gliesmarode, in dem ebenfalls Straßen nach Historikern wie Paul Jonas Meier, Karl Steinacker und Hermann Dürre benannt wurden.

## Werk
Von den literarischen Arbeiten Spehrs ist die Biographie des Herzogs Friedrich Wilhelm von Braunschweig-Lüneburg-Oels besonders hervorzuheben. Sie erschien zuerst in dem von Wilhelm Görges 1847 herausgegebenen Friedrich-Wilhelms Album und 1861 in zweiter, 1865 in dritter Auflage. Weiterhin hat Spehr zahlreiche Aufsätze in den Braunschweiger Blättern (Magazin, Tageblatt, Anzeigen), sowie auch in dem von Franz Steger herausgegebenen Ergänzungs-Konversationslexikon (Leipzig 1846 ff.) und in der Allgemeinen Deutschen Biographie verfasst.